# Miniopterus natalensis
Miniopterus natalensis (Smith, 1834) è un pipistrello della famiglia dei Miniotteridi diffuso nell'Africa subsahariana e nella Penisola arabica.

## Descrizione

### Dimensioni
Pipistrello di medie dimensioni, con la lunghezza totale tra 104 e 115 mm, la lunghezza dell'avambraccio tra 43 e 46 mm, la lunghezza della coda tra 45 e 58 mm, la lunghezza del piede tra 6 e 11 mm, la lunghezza delle orecchie tra 10 e 12 mm e un peso fino a 12 g.

### Aspetto
La pelliccia è lunga, molto soffice, densa e vellutata. Le parti dorsali sono marroni scure, grigio ardesia, nero-grigiastre o bruno-grigiastre, mentre le parti ventrali sono simili al dorso o leggermente più chiare. La fronte è molto alta e bombata, il muso è stretto e con le narici molto piccole. Le orecchie sono grigio scure o bruno-nerastre, corte, triangolari, ben separate tra loro e con l'estremità arrotondata. Il trago è lungo, con il margine posteriore convesso verso l'estremità arrotondata. Le membrane alari sono grigio scure, bruno-nerastre o nere e attaccate posteriormente sulle caviglie. La lunga coda è inclusa completamente nell'ampio uropatagio, il quale è grigio scuro o nero. Il calcar è lungo e privo di carenatura. Il cariotipo è 2n=46 FNa=50.

### Ecolocazione
Emette ultrasuoni sotto forma di impulsi a banda larga e frequenza modulata finale di 45–50 kHz.

## Biologia

### Comportamento
Si rifugia di giorno in grosse colonie, occasionalmente singolarmente o in piccoli gruppi, all'interno di grotte, gallerie minerarie, case, fessure rocciose e cavità degli alberi. Di notte predilige case, verande e garage. Le femmine formano vivai fino a 260.000 adulti durante le gravidanze. Effettua migrazioni anche fino a 260 kM ad altitudini più elevate, dove entra in ibernazione tra maggio e luglio dopo essersi accoppiati. Nelle giornate estive entra in uno stato di torpore diurno.

### Alimentazione
si nutre di insetti volanti, particolarmente coleotteri, lepidotteri, ditteri, isotteri e in misura minore di omotteri ed ortotteri, catturati in volo su spazi aperti, specchi d'acqua e talvolta anche in zone di densa vegetazione.

### Riproduzione
Danno alla luce un piccolo alla volta l'anno, a seconda della latitudine e dei regimi stagionali. In Sudafrica gli accoppiamenti avvengono a fine marzo o in aprile e dopo un ritardato impianto di quattro mesi le nascite avvengono da metà novembre a dicembre. Nella Repubblica Democratica del Congo gli accoppiamenti si verificano a metà aprile e i parti ad ottobre, dopo un ritardo di 3 mesi nell'impianto embrionale. I piccoli alla nascita pesano 2,7 g, circa il 27% delle madri, proporzionalmente i più pesanti tra tutti i mammiferi.

## Distribuzione e habitat
Questa specie è diffusa nell'Africa orientale e meridionale, dal Sudan del Sud fino al Sudafrica a sud e nella Penisola arabica occidentale.
Vive nelle radure semi-desertiche con boscaglie di Acacia-Commiphora e nel bushveld.

## Tassonomia
Sono state riconosciute 2 sottospecie:
- M.n.natalensis: Swaziland, Sudafrica occidentale, meridionale e nord-orientale, Lesotho orientale.
- M.n.arenarius (Heller, 1912): Arabia Saudita, Yemen, Sudan del Sud meridionale, Etiopia centrale, Repubblica Democratica del Congo meridionale, Kenya, Tanzania, Malawi, Angola occidentale, Zambia, Mozambico, Zimbabwe, Namibia, Botswana centrale e settentrionale;

## Conservazione
La IUCN Red List, considerato il vasto areale e la popolazione presumibilmente numerosa, classifica M.natalensis come specie a rischio minimo (Least Concern)).